# Sint-Exuperiuskathedraal
De Sint-Exuperiuskathedraal (Frans: cathédrale Saint-Spire) is een kapittelkerk die in 1966 is verheven tot de rang van kathedrale kerk en is toegewijd aan de eerste bisschop van Bayeux, Sint-Exuperius.

## Ligging
De kathedraal is gesitueerd in de Franse gemeente Corbeil-Essonnes in het departement Essonne. Ze is gelegen in het hart van het historische centrum van Corbeil-sur-Seine op de rechteroever van de Essonne. Ze wordt omgeven door een (grotendeels verdwenen) klooster met aan de oostzijde een gotische poort. 

## Geschiedenis
De eerste kapittelkerk is gesticht in het jaar 957 door graaf Haymon van Corbeil om er de relieken van de eerste bisschop van Bayeux, Sint-Exuperius, in onder te brengen. De naam Exuperius werd in het Frans vervormd tot Saint-Spire. Omstreeks het jaar 1000 vonden tevens de relieken van de derde bisschop van Bayeux, Lupus (Saint-Loup) tevens hun laatste rustplaats in deze kapittelkerk, waarna de kerk officieel aan Sint-Exuperius en Sint-Lupus werd toegewijd. De stichter, graaf Haymon, werd na zijn dood in 957 ook in de collegiale begraven.
In 1070 liet graaf Bouchard II van Corbeil de muren tussen de kapittelkerk en de belendende panden optrekken. Hierdoor ontstond het klooster van Sint-Exuperius. De kapittelkerk is gedeeltelijk vernietigd door een brand in 1019 en vervolgens opnieuw in 1137 en 1144. Ze werd herbouwd in de 12e eeuw wat betreft het schip en in de 13e eeuw wat betreft de klokkentoren en de zijkapellen. De gotische kloosterpoort werd in de loop van de 14e eeuw gebouwd en ten slotte werd in de 15e eeuw het koor toegevoegd. Naar aanleiding van de afwerking van de restauratie werd het geheel op 10 oktober 1437 opnieuw gewijd.
Tussen 1657 en 1659 werd het grote orgel toegevoegd. Na de restauratie in 1826 werd dit orgel op 23 januari 1871 in brand gestoken door de gekazerneerde Pruisische troepen. In 1878 werd het opnieuw gerestaureerd. De kerk werd geklasseerd als monument historique in 1840 en opnieuw op 30 december 1923.
De brandglasramen van de kerk werden voor het eerst vernietigd door het bombardement op Corbeil tijdens de nacht van 22 op 23 mei 1918. Dit gebeurde een tweede maal tijdens het geallieerde bombardement van 13 augustus 1944. Ze werden teruggeplaatst in 1946. De parochiale kerk werd verheven tot de rang van kathedraal in 1966 naar aanleiding van de oprichting van bisdom Corbeil in het departement Essonne. Nadat het orgel opnieuw was gerestaureerd, werd het op 12 oktober 1984 ingespeeld door Gaston Litaize.
Sinds 1988 is het een co-kathedraal van het bisdom Évry-Corbeil-Essonnes.

## Beschrijving
De kerk is opgetrokken uit graniet en kalksteen en bedekt met leisteen. De pilaren en kapitelen van het transept zijn in romaanse stijl van het einde de 11e eeuw. De zijbeuken beschikken over gewelven die door middel van een formeel zijn geplaatst, terwijl de traveeën van het schip met een kruisribgewelf geconstrueerd zijn in de 14e eeuw. Het koor bestaat uit vijf secties en is gebouwd in de 15e eeuw. Het koor is versierd als een ciborium en geeft toegang tot de koninklijke kapellen boven de sacristie.
Het marmeren grafbeeld (gisant) uit de 14e eeuw stelt graaf Haymon I van Corbeil voor. Het is op 11 april 1902 geklasseerd als monument historique. Het orgelbuffet werd gesculpteerd in hout in de 17e eeuw en is beschermd sinds 21 november 1930. Een olieverfschilderij van Jean-Baptiste Mauzaisse stelt een exorcisme door bisschop Exuperius voor. Dit is tevens beschermd.

## Afbeeldingen

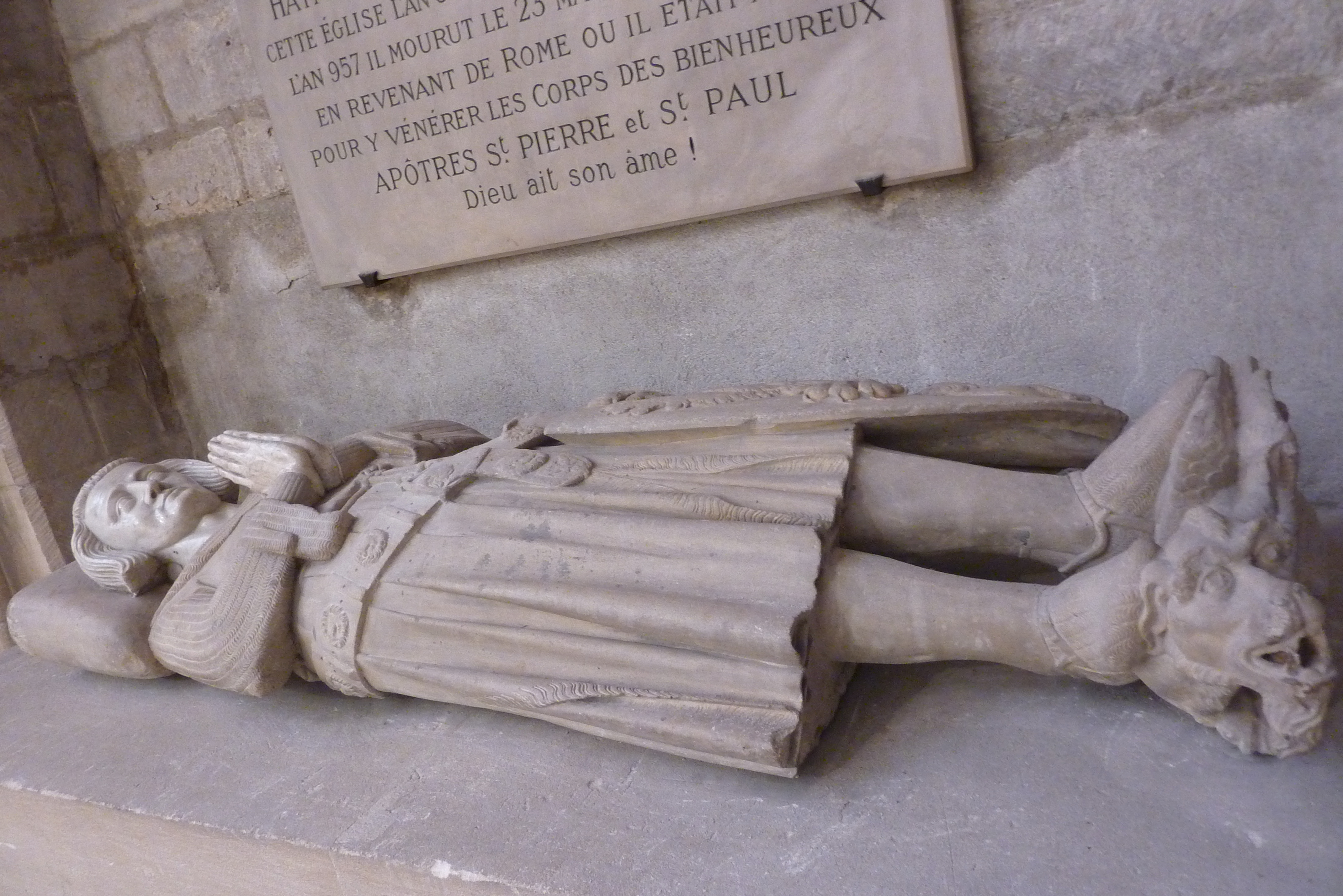
Gisant van graaf Haymon.
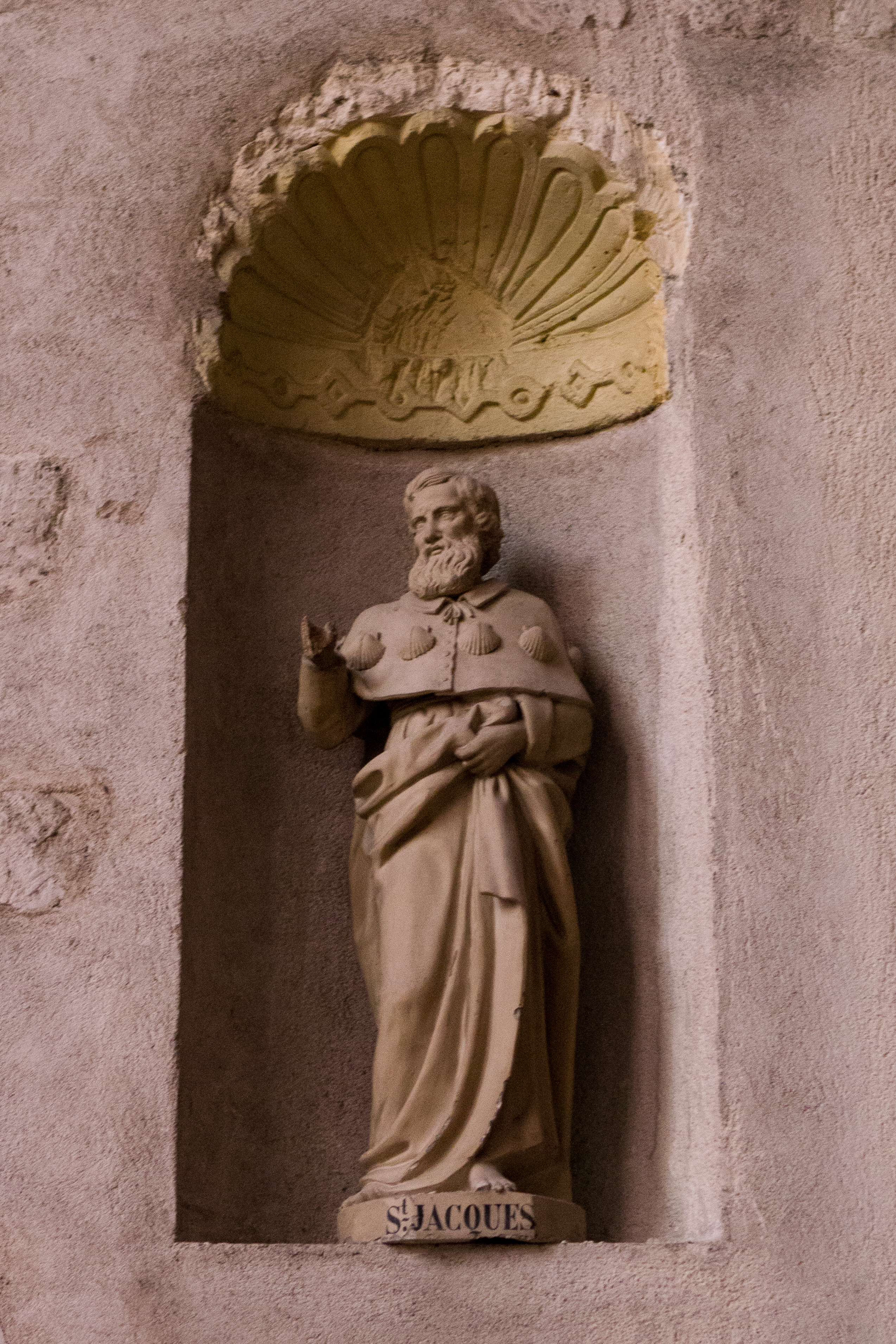
Beeld van Sint-Jacobus.
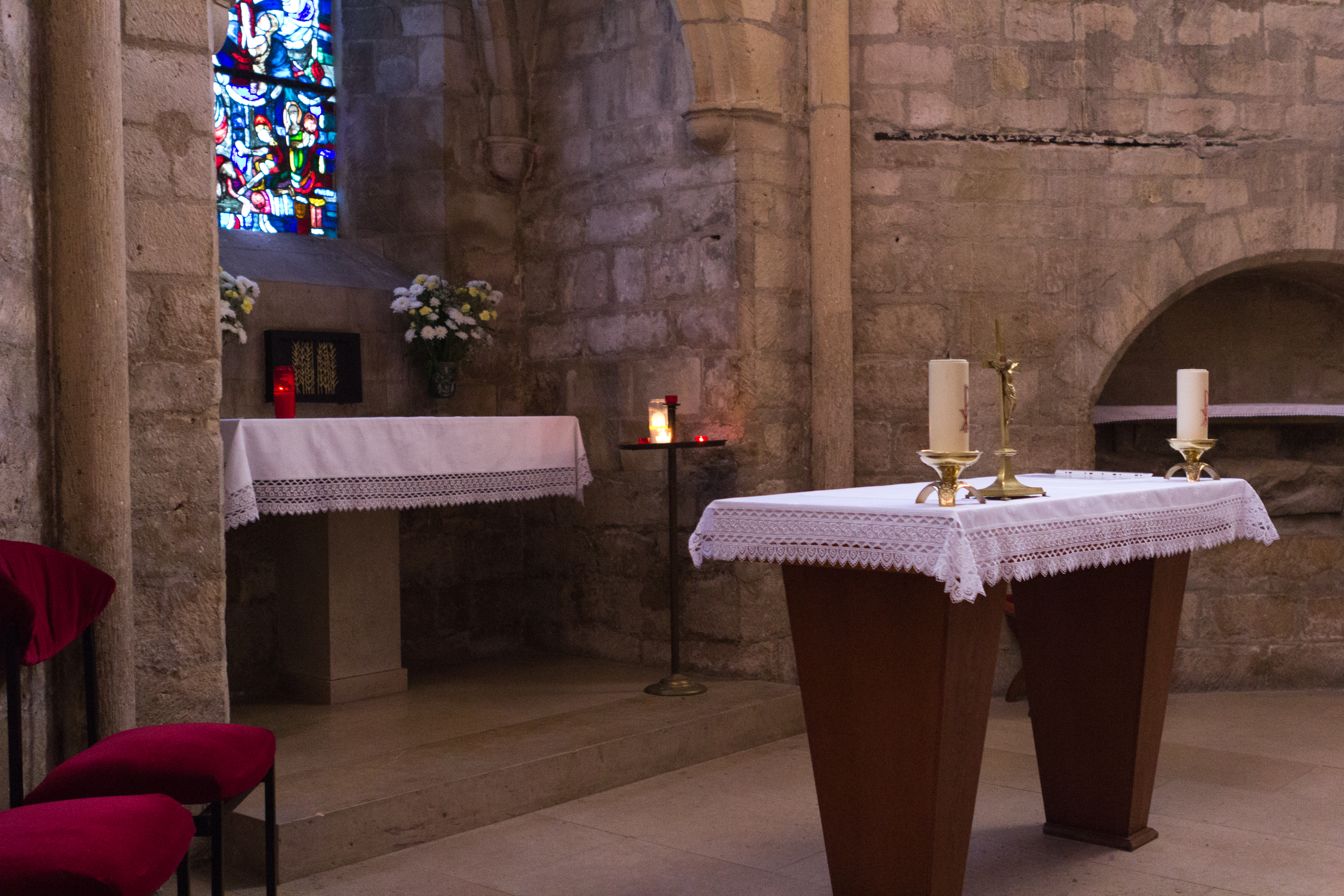
Het altaar.
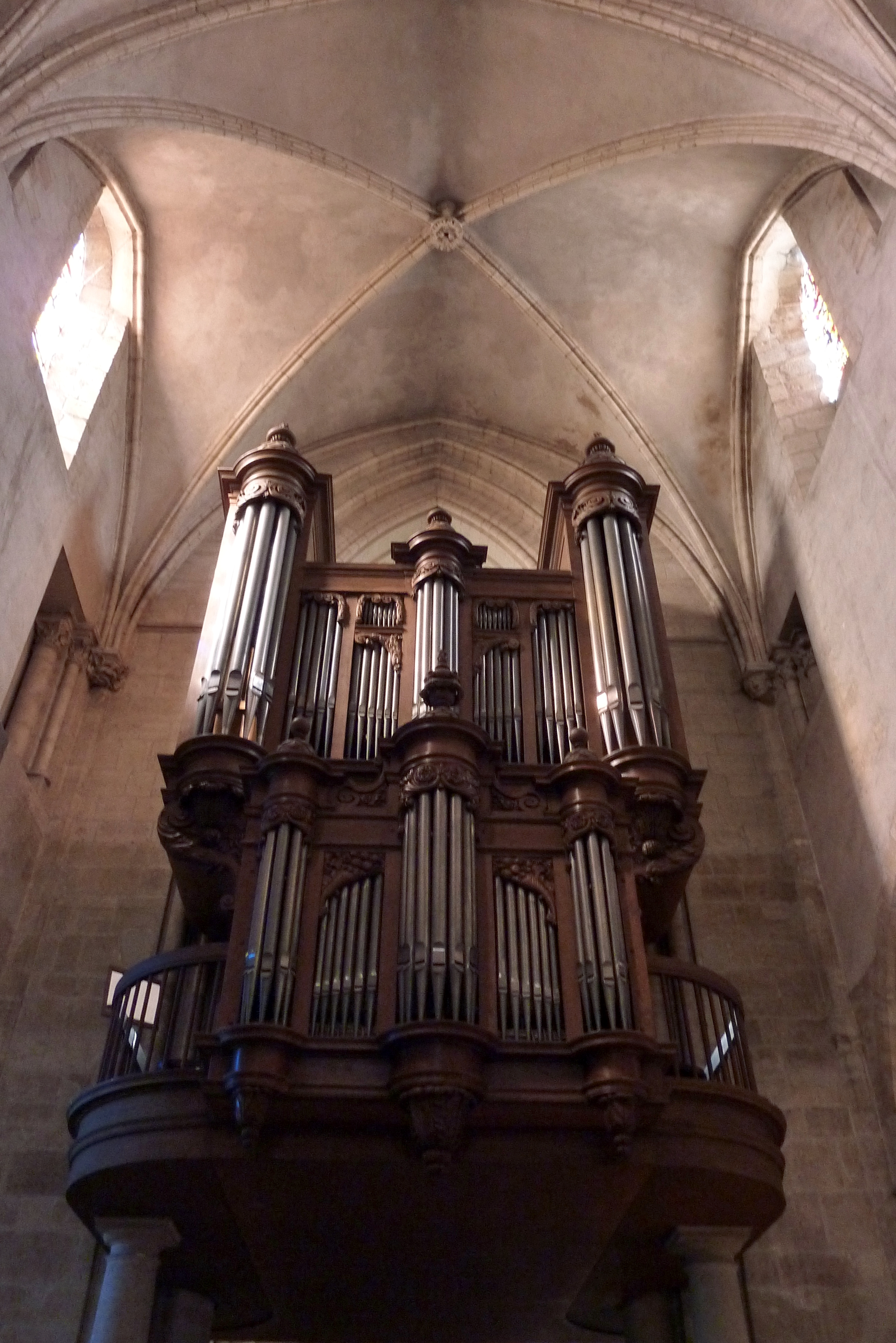
Het orgel.
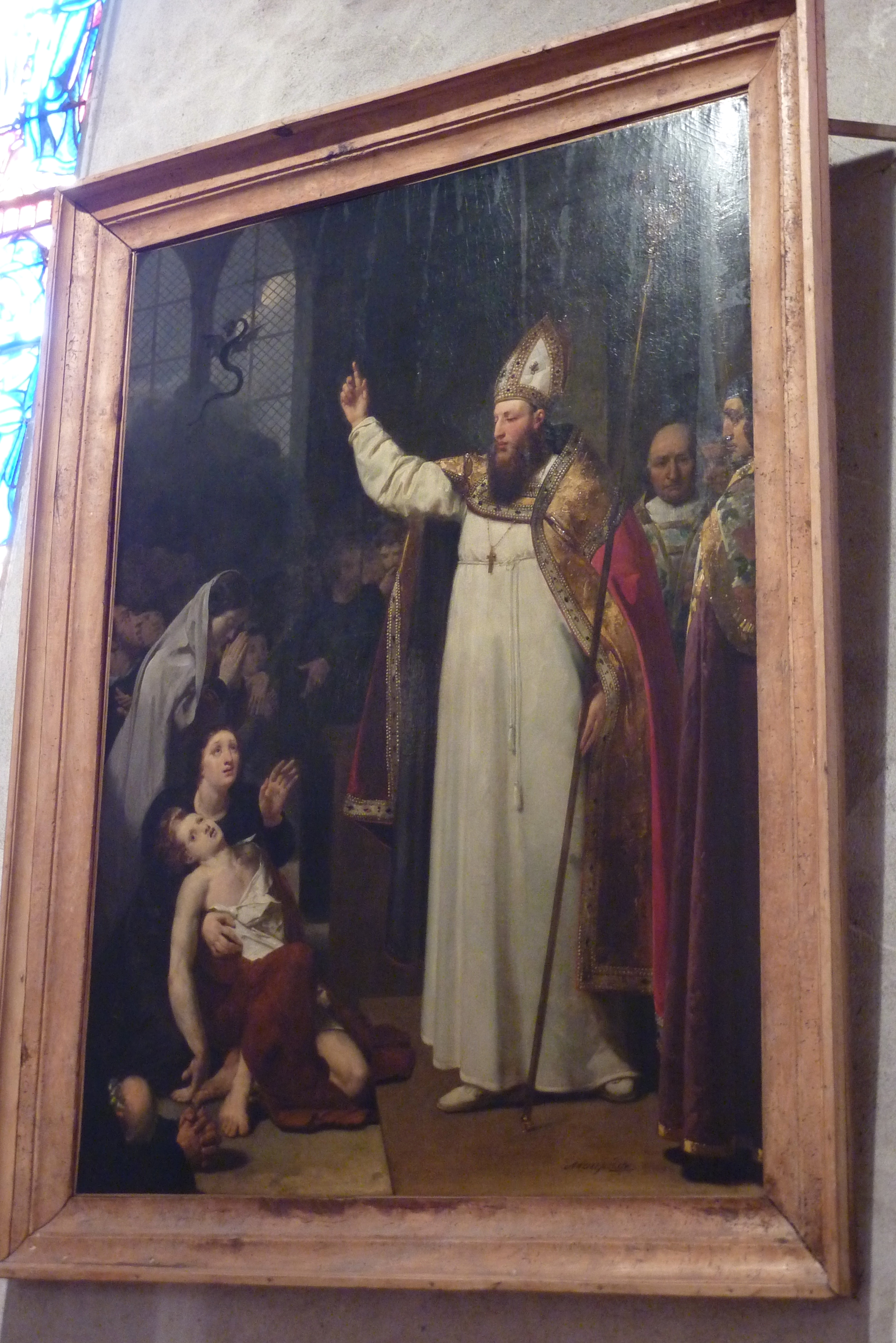
Schilderij van Jean-Baptiste Mauzaisse, "Sint Exuperus voert een exorcisme uit".